# Résolution 151 du Conseil de sécurité des Nations unies
Membres permanents
- Chine (Taïwan)
- États-Unis
- France
- Royaume-Uni
- URSS

Membres non permanents
- Argentine
- Sri Lanka
- Équateur
- Italie
- Pologne
- Tunisie

Résolution no 150 Résolution no 152
La Résolution 151 est une résolution du Conseil de sécurité de l'ONU votée le 23 août 1960 concernant le Tchad et qui recommande à l'Assemblée générale des Nations unies d'admettre ce pays comme nouveau membre.

## Contexte historique
L'État du Tchad dans ses frontières actuelles est une création de la colonisation européenne. Ses frontières résultent de négociations entre Français et Allemands dans les années 1880. Mais l'espace tchadien possède une histoire riche et relativement bien connue. Il est sans doute un des berceaux de l'Humanité (découverte récente de « Toumaï »). Il a été le siège de trois grands royaumes sahéliens : le Kanem-Bornou, le Baguirmi et le Ouaddaï.
Considéré comme protectorat français à partir de 1900, le Tchad fut érigé en colonie en 1920 dans le cadre de l'AEF (Afrique-Équatoriale française). 
Sous l'impulsion du gouverneur Félix Éboué, il fut la première colonie française à se rallier à la France libre en 1940.
Devenu république autonome en 1958, le Tchad accéda à l'indépendance le 11 août 1960 sous la présidence de François Tombalbaye. (issu de l'article Tchad).
À la suite de cette résolution ce pays est admis à l'ONU le 20 septembre 1960 ,

## Texte
- Résolution 151 Sur fr.wikisource.org
- Résolution 151 Sur en.wikisource.org